# Годината на петела
„Годината на петела“ е български телевизионен игрален филм (драма) от 2003 година по сценарий, музика и режисура на Николай Вълчинов. Оператор е Огнян Логофетов, а художник Борис Нешев.
Приказка за тайните и капризите на любовта от поредицата „Любовта – начин на употреба“.

## Сюжет
Живеели двама съседи и приятели – чорбаджи Венко с младата си жена Малинка и поп Ценко с попадията и огромната си челяд. Чорбаджи Венко – стар пияница, нехае за красивата Малинка, а поп Ценко не е безразличен към нея и постоянно я закача. Малинка споделя за попските задявки с младия ратай Горчо, когото много харесва. Горчо измисля как младата жена да се отърве от натрапничеството на попа. На уречено място, през нощта Малинка чака поп Ценко. Вместо младата жена пред похотливия поп се явява Дявола – преоблеченият Горчо и кара Ценко до сутринта да върти колелото, с което се вади вода, за да изкупи плътските си мераци. В това време Малинка и ратаят се любят. След случилото се попът вече не закача Малинка, а тя ражда хубава рожба на чорбаджи Венко.

## Актьорски състав
| В главните роли                   | Изпълнител            |
| --------------------------------- | --------------------- |
| поп Ценко                         | Христо Гърбов         |
| чорбаджи Венко                    | Павел Поппандов       |
| ратаят Горчо                      | Филип Аврамов         |
| попадията Малина                  | Ернестина Шинова      |
| Малинка, жената на чорбаджи Венко | Десислава Малчева     |
| селянин                           | Иван Динков           |
| селянин                           | Никола Рударов        |
| селянин                           | Радой Ралин           |
|                                   | Любомир Петров        |
|                                   | Вилиан Бецов          |
|                                   | Савина Радева         |
|                                   | Александър Радев      |
|                                   | Георги Гацов          |
|                                   | Константин-Асен Гацов |
|                                   | Александра Никоевска  |
|                                   | Благовест Мутафчиев   |
|                                   | Ивелин Иванов         |
|                                   | Ива Костова           |
|                                   | Магдалина Бозукова    |
|                                   | Свилен Чернев         |
|                                   | Атанас Базелков       |
|                                   | Неделина Гьочева      |
|                                   | Антон Трендафилов     |
|                                   | Евгения Шамарска      |
|                                   | Димитър Иванов        |
| селянка                           | Богдана Вульпе        |
| селянин                           | Николай Вълчинов      |